# 風愛ことり
風愛 ことり（かざめ ことり、1997年〈平成7年〉3月23日 - ）は、日本のアイドル。女性アイドルグループ・COLOR'zの元メンバー。担当カラーはホワイト。大阪府出身。元ベルエージェンシー所属。

## 略歴
1997年3月23日、大阪府出身。
2018年10月、COLOR'zのメンバーとしてデビュー。2022年10月25日をもって一度はグループを卒業するが、2023年9月24日にグループ復帰。
2024年8月にグループ解散後はグラビアアイドルとして活動。

## 人物
趣味は料理、絵を書くこと。甘えんぼうで人懐こい。

## 出演

### オリジナルビデオ
- 退魔巫女戦騎トリプルランサー [前編]（2024年6月14日、ZENピクチャーズ）- 織田ひかり 役
- 退魔巫女戦騎トリプルランサー ～時の牢獄地獄～[後編]（2024年7月26日、ZENピクチャーズ）- 織田ひかり/レッドランサー 役
- 美少女戦士魔装化計画 セーラーラビオス&セーラーパステール（2024年11月22日、ZENピクチャーズ）- セーラーパステール 役
- 女怪盗NIGHT CAT’S（2025年4月25日、ZENピクチャーズ）- 赤峰朝日 役
- 退魔巫女戦騎トリプルランサーNEXT 魔女ヨミの憑き（2025年6月27日、ZENピクチャーズ）- 織田ひかり/レッドランサー 役

## 作品

### イメージビデオ
※太字タイトルはBD版同時発売
- 1st Impact アイドル全力投球（2021年2月25日、エアーコントロール）[8][9]
- ことりのトリコ（2023年6月23日、竹書房）[10][11]
- 合宿デート（2023年9月27日、スパイスビジュアル）[12][5]
- ことりのドキドキ看護日誌（2024年1月20日、ラインコミュニケーションズ）[13][14]
- 妄想スクール革命（2024年4月23日、エアーコントロール）[15][16]
- 推しが部下になりまして（2024年9月27日、竹書房）[17][18]
- ことりのイタズラに振り回されたい（2025年3月25日、エアーコントロール）[19][20]
- ご主人様とメイドさん（2025年6月20日、竹書房）[21]